# Паханиеми
Па́ханиеми (фин. Pahaniemi) — один из самых западных районов города Турку, входящий в территориальный округ Пансио-Юрккяля.

## Географическое положение
Район расположен к западу от центральной части города Турку.

## Население
В 2004 году население района составляло 4397 человек, из которых дети моложе 15 лет — 15,62 %, а старше 65 лет — 13,67 %. Финским языком в качестве родного владели 90,90 %, шведским — 2,37 %, а другими языками — 6,73 % населения района.